# Beiler
Beiler (Luxemburgs: Beeler) is een plaats in de gemeente Weiswampach en het kanton Clervaux in Luxemburg.
Beiler telt 95 inwoners (2005).
In het dorp staat de Sint-Odiliakerk.

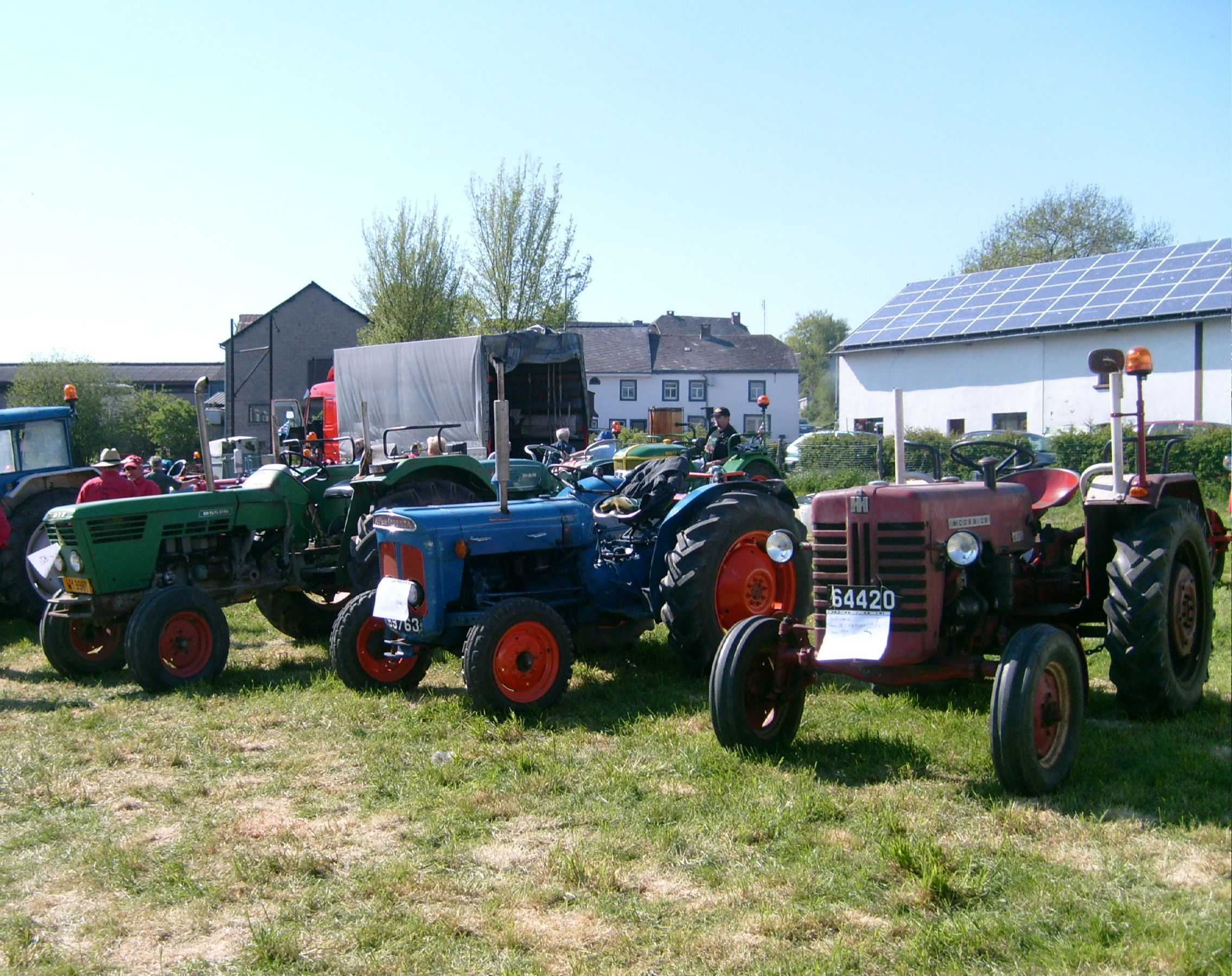
Tractoren in Beiler

Beiler · Binsfeld · Breidfeld · Holler · Leithum · Maulusmühle · Wemperhardt

Luxemburgse gemeenten · Kanton Clervaux · Luxemburg